# مالك بواري
مالك بواري (بالإنجليزية: Malik Buari)‏ (21 يناير 1984 بأكرا في غانا - ) هو لاعب كرة قدم بريطاني في مركز الوسط. شارك مع منتخب إنجلترا تحت 16 سنة لكرة القدم. أما مع النوادي، فقد لعب مع نادي فولهام ونادي وكينغ وساتون يونايتد وسانت ألبانز سيتي وChessington & Hook United F.C. ‏ وNew Zealand Knights FC ‏.

## وصلات خارجية
- مالك بواري على موقع قاعدة بيانات كرة القدم.إي يو (الإنجليزية)
- مالك بواري على موقع Soccerbase.com (لاعب) (الإنجليزية)
- مالك بواري على موقع عالم كرة القدم.نت (الإنجليزية)